# Coventya
Le groupe Coventya est une entreprise qui commercialise des procédés pour le traitement électrolytique des surfaces, y compris les procédés de dépôt métallique par réduction chimique (tels que le nickelage chimique). Ses procédés se situent dans la branche des produits pour l’industrie générale plus communément dénommée GMF (en anglais : General Metal Finishing). 
Sa création remonte à 1927, la société s’appelait alors Société Continentale Parker[source insuffisante]. Elle faisait partie du groupe Chemetall de Francfort (Allemagne). La société est aujourd'hui présente au Brésil, en Italie, Allemagne, Royaume-Uni, Inde, Corée du Sud, Mexique, Turquie et aux USA.

## Histoire
En 1927, Louis Paulhan, Enea Bossi (en), Pierre Prier et Robert Deté ont fondé la Société Continentale Parker sur la base d’une licence pour la Parkérisation de Parker Rust-Proof à Detroit (Michigan, USA). 
Dans les années 1960, Continentale Parker commercialise des offres de galvanoplastie des métaux précieux grâce à la distribution des procédés Sel-Rex de Nutley (NJ, USA).
En 1965, le groupe allemand Metallgesellschaft AG acquiert la grande majorité des actions de Continentale Parker et fonde Chemetall GmbH pour rassembler toutes ses activités de spécialités chimiques et assurer le développement international.
La firme choisit alors de cibler son développement sur l'Europe de l'Ouest après la création de plusieurs filiales en Italie (1989 et 1993), en France (1994 et 1995) et en Allemagne (1996)[source insuffisante].
Le groupe décide alors de créer une nouvelle identité : Chemetall Plating Technologies. L'’activité de galvanoplastie devient indépendante en 2000 sous le nom de Coventya,. En 2011, le fonds d'investissement Barclays Private Equity France (devenu Equistone Partners Europe) a repris les parts afin de continuer le développement de la firme et de sa holding, Coventya Holding SAS. Depuis 2012, le siège du groupe Coventya est situé près de Paris, à Villeneuve-la-Garenne et l'actionnaire majoritaire est alors le fonds d'investissement Silverfleet Capital.
Coventya acquiert notamment plusieurs sociétés dont Folke-Stigen - Suède (2001), ou CGT/Auromet - Italie (2002).